# 開味小菜
開味小菜（Relish），又稱開胃小菜、開胃菜，食用時間通常是主菜上菜前或連同主菜一起食用。種類為小點心、烘焙食品、或其他酸性菜餚的開味小菜，其目的是為了刺激味蕾，以達到增加食慾等功用。而這些菜餚的量或味道，一般來說與主菜完全不同，食用方法通常也可有異。另外，有時候於某程度上與佐料很難區分。
西方食物的開味小菜通常為蔬菜，如生菜、醃黃瓜 。而東方則種類較為繁雜，常見的有醃製蔬菜如酸菜、泡菜，小吃如花生、魚乾等。

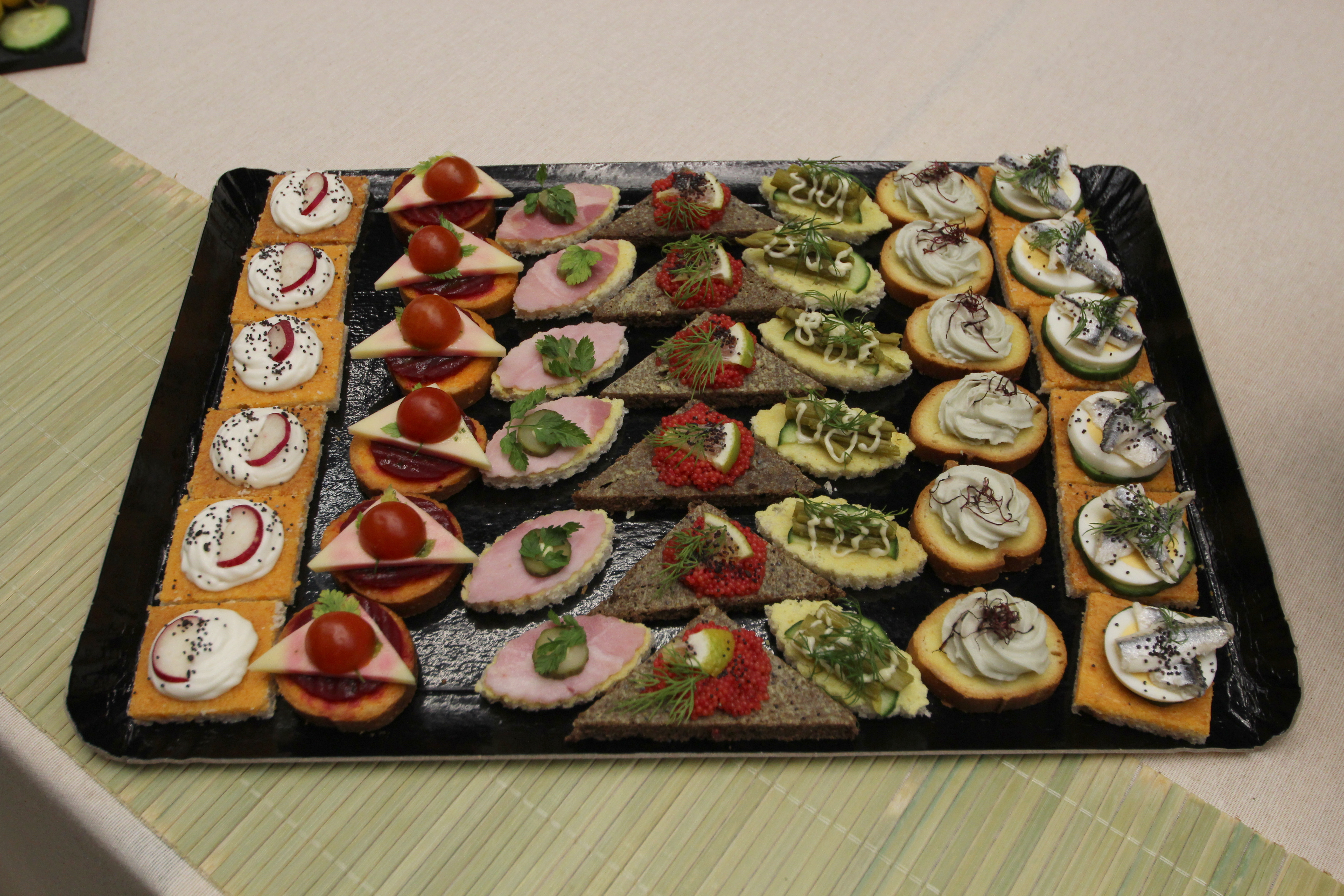
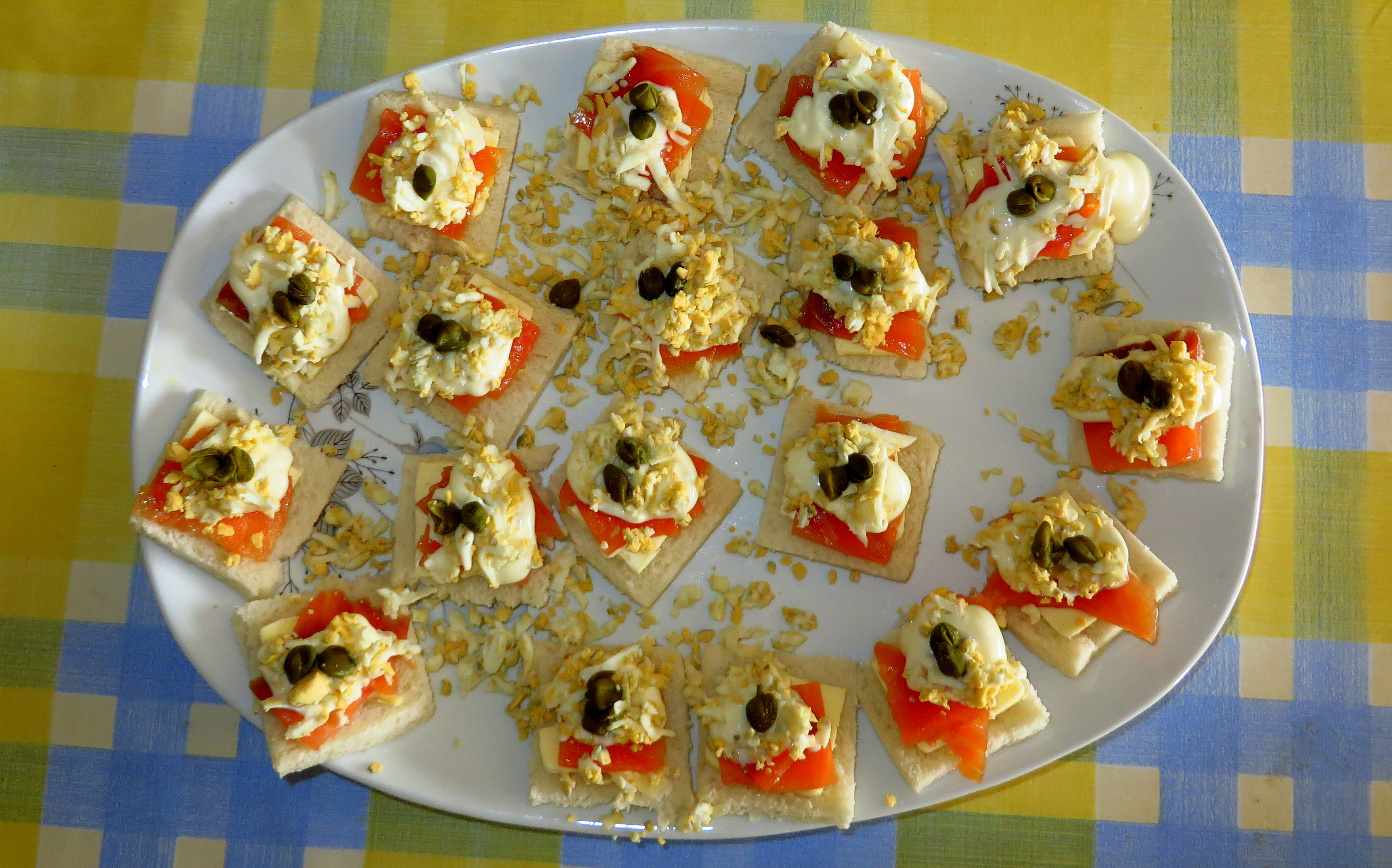
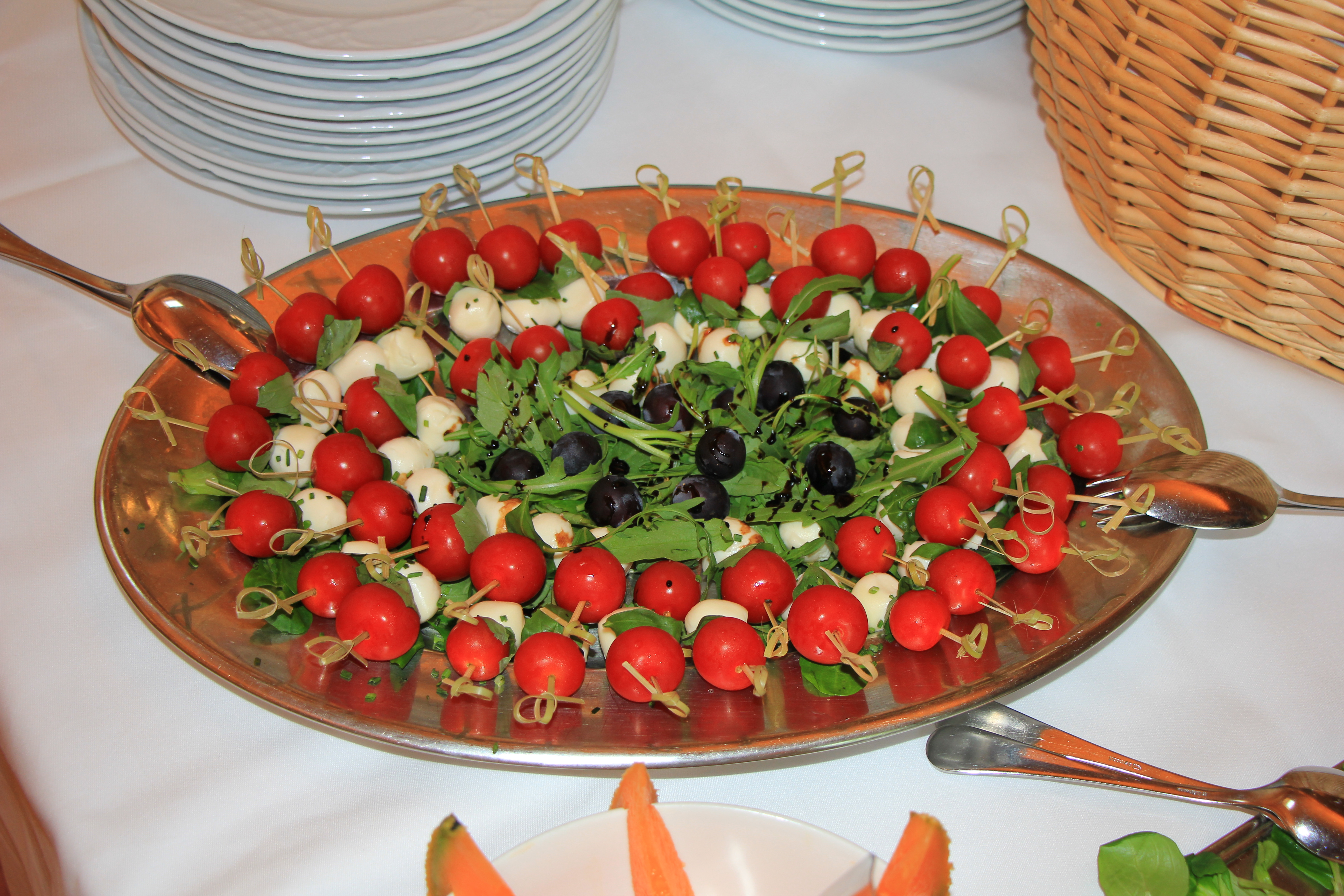
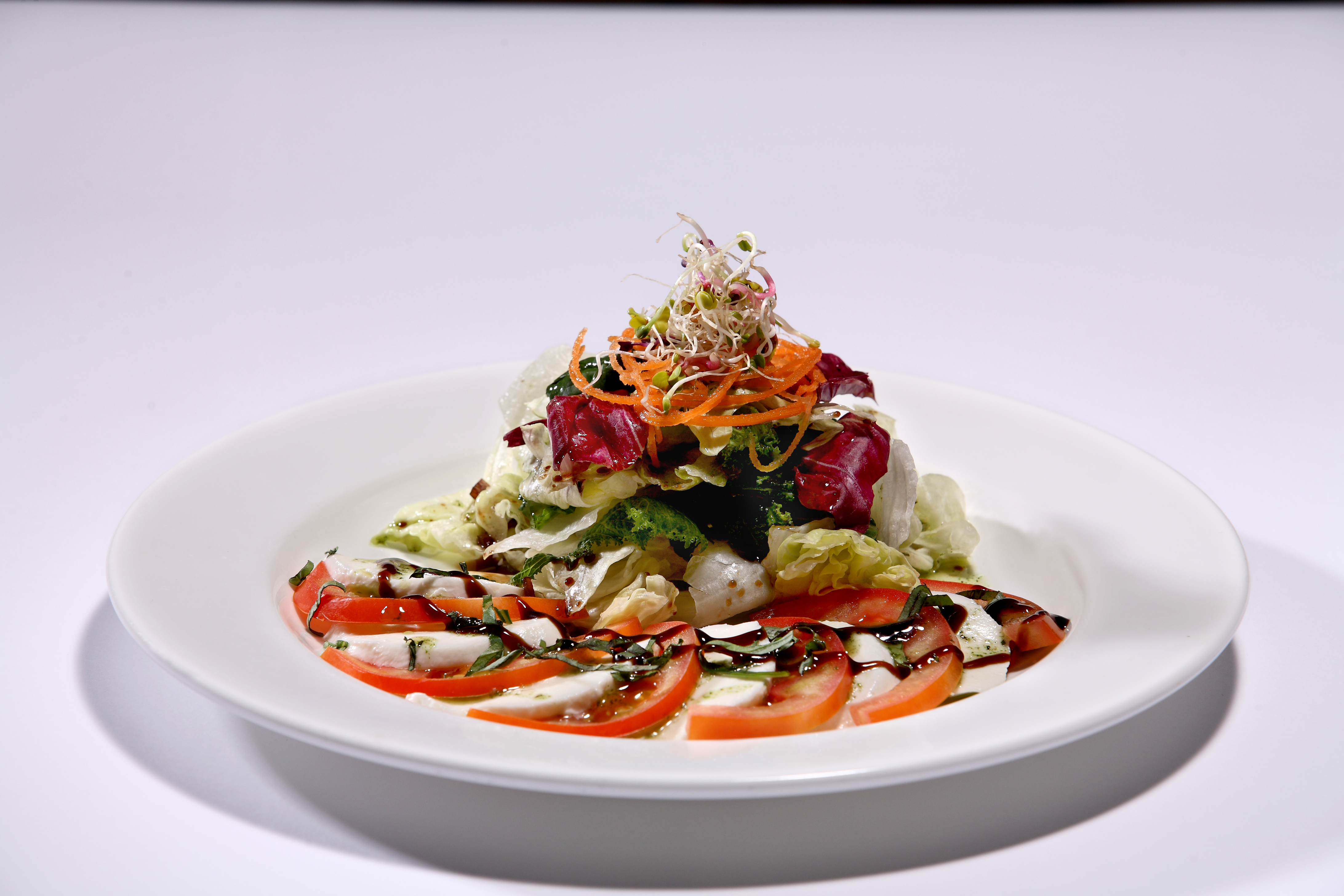